# Verrucolette
Verrucolette è una frazione del comune italiano di Minucciano, nella provincia di Lucca, in Toscana.
Il paese è situato a un'altitudine di 710 m e dista circa 4 km dal capoluogo comunale.

## Monumenti e luoghi d'interesse
La chiesa del paese della Santissima Annunziata è stata inaugurata nel 1968, mentre il vecchio oratorio risale al XVIII secolo.

## Società

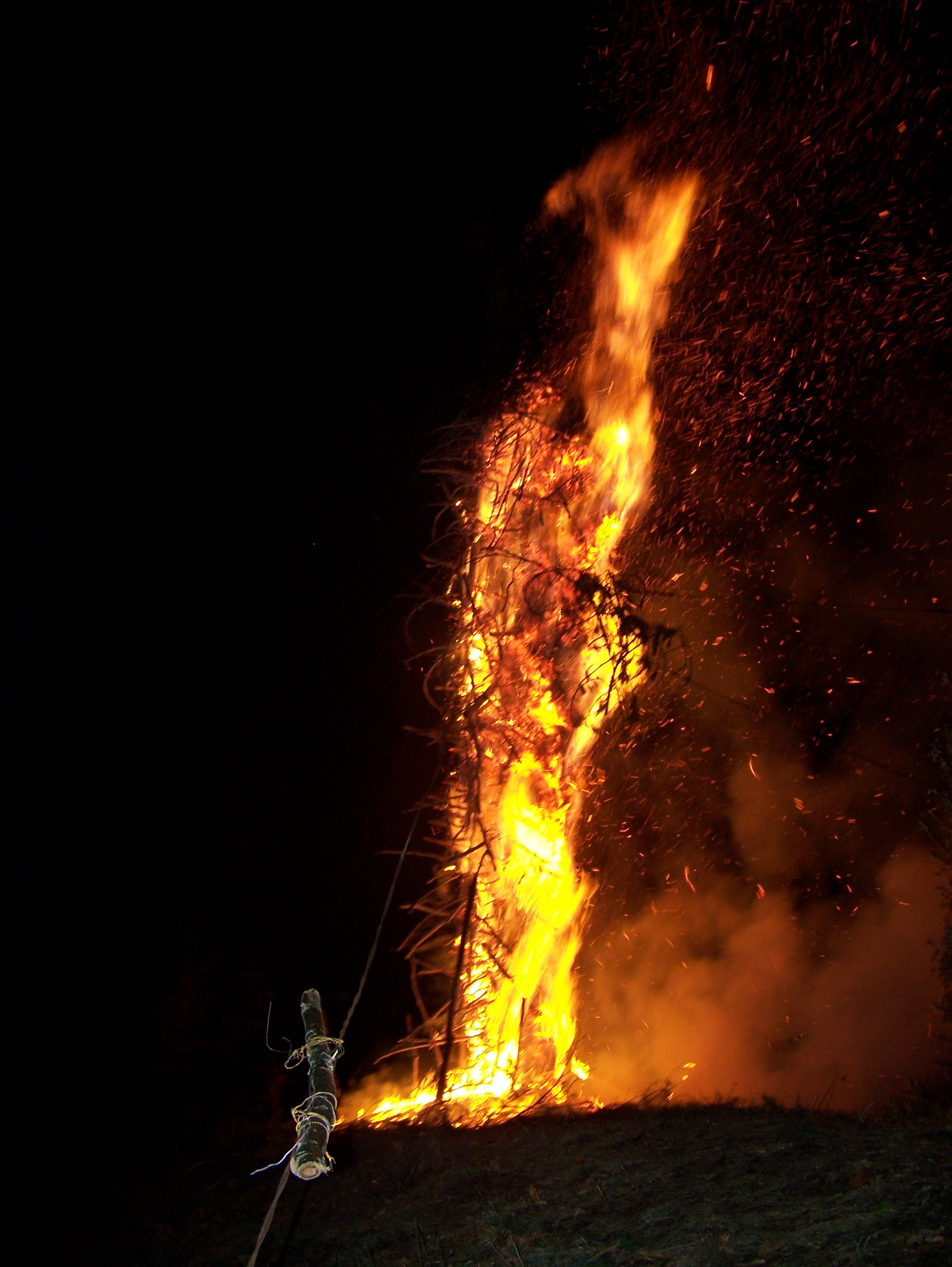
L'accensione del falò (2007)

### Tradizioni e folclore
Alla vigilia di Natale a Verrucolette si tiene il tradizionale falò: una costruzione composta da un palo conficcato nel terreno e ricoperto fino alla sua estremità da ginepri e rami di pino, che devono assumere la forma di una candela alta anche 20 metri, viene bruciata al suono delle campane delle ore 18:00 per riscaldare simbolicamente Gesù che sta per nascere. La festa inoltre si dirama in canti e balli popolari.

## Economia
La ricca presenza di castagni ha storicamente determinato l'economia della frazione, legata alla produzione delle castagne. Di rilievo anche la raccolta di funghi porcini.